# Hans von Bostel
Hans Christian von Bostel, Taufname Johannes Emmanuel Christian von Bostel (* 15. September 1779 in Wetzlar; † 31. Januar 1839 in Bocholt), war ein deutscher Jurist, Beamter, Richter und Autor. Von 1806 bis 1811 war er Mitglied der Landesregierung des Fürstentums Salm.

## Leben
Von Bostel war eines von elf Kindern des Advokaten Friedrich Jakob Dietrich von Bostel (1744–1810), Prokurator Hamburgs am Reichskammergericht und Hofrats von Sachsen-Meiningen. Seine Mutter war Anna Franziska Margaretha, geborene Dietz (1750–1796). Von Bostel wuchs in Wetzlar auf und besuchte dort das Gymnasium. Wie sein Schulkamerad Friedrich Carl von Savigny, mit dem er eine enge lebenslange Freundschaft pflegte, studierte er anschließend Rechtswissenschaften an den Universitäten Jena und Marburg. In Jena knüpften beide freundschaftliche Beziehungen zu Clemens Brentano.
Ab 1801 lebte er als Privatmann in Wetzlar. Als solcher fertigte er 1804 ein Rechtsgutachten für den Prinzen Moritz zu Salm-Kyrburg, der als Vormund des minderjährigen Fürsten Friedrich IV. zu Salm-Kyrburg die Funktionen eines Co-Regenten im Fürstentum Salm ausübte. 1806 berief dieser ihn als fürstlich salm-kyrburgischen Regierungs- und Hofrat in die Regierung zu Bocholt. Die Landesregierung des Fürstentums, das dem von Napoleon I. protegierten Rheinbund angehörte, wurde ab 1809 unter Kanzleidirektor Jeremias Gottfried von Noël von Aloys van Langenberg, Andreas Stündeck und von Bostel als dem Höchstdotierten der drei Hofräte administriert.
In Bocholt konvertierte er zur römisch-katholischen Konfession und heiratete am 17. September 1809 Maria Anna (Marianne) Diepenbrock (1788–1847), die Tochter des streng katholischen Hofkammerrats und Fabrikanten Anton Diepenbrock, der 1811 zum Maire des Kantons Bocholt ernannt wurde. Die karitativ tätige Apollonia Diepenbrock, der spätere Fürstbischof von Breslau und Kardinal Melchior von Diepenbrock und der preußische Offizier, Revolutionär und Schriftsteller Conrad Joseph Diepenbrock waren Geschwister seiner Frau. Das Paar hatte 16 Kinder, von denen mehrere Priester und Ordensschwestern wurden.
Als das Fürstentum Salm durch Annexion dem Französischen Kaiserreich einverleibt werden musste, übergaben van Langenberg und von Bostel die Regierungsgeschäfte am 28. Februar 1811 dem kaiserlichen Kommissar Théobald Baron von Bacher, der sie sodann als „K. K. provisorische Regierung“ vorübergehend wieder einsetzte. Im Verlauf desselben Jahres ging von Bostel in die französische Justiz und wurde erster Tribunals- und Instruktionsrichter im Arrondissement Rees.
Nachdem Frankreich in der Völkerschlacht bei Leipzig eine entscheidende Niederlage erfahren hatte und das Westmünsterland unter die interimistische Herrschaft des Zentralverwaltungsdepartements gefallen war, engagierte sich von Bostel für die Befreiung von französischer Vorherrschaft. Im Sinne einer Verordnung, die das Königreich Preußen am 22. November 1813 zur Errichtung einer Landwehr publiziert hatte, übernahm von Bostel in Ermangelung eines Landrats dessen Funktion und formierte – insbesondere aus Mitgliedern der Familie Diepenbrock und der früheren salmischen Verwaltung sowie deren wehrfähigen Söhnen – einen Ausschuss zur Bildung einer Landwehr der Sektion Bocholt, dem es anschließend gelang, zwei Landwehr-Bataillone einschließlich einer Eskadron Landwehr-Reiter aus eigenen Mitteln aufzustellen, auszurüsten und einzuüben.
Nach der Franzosenzeit wechselte von Bostel in die Justiz des Königreichs Preußen und wurde 1815 Richter des Land- und Stadtgerichts Bocholt. Dessen Direktor war er von 1831 bis 1838.
1817 erhielt er Besuch von Brentano und führte ihn in die Familie Diepenbrock ein. In dieser Zeit nahm Brentano Kenntnis von den Visionen der Anna Katharina Emmerick. Als romantischer Dichter arbeitete dieser ab 1818/1819 an ihnen.

## Schriften (Auswahl)
- Gutachten, die vom Prinzen Moritz von Salm-Kyrburg, wegen eingeführter Primogenitur, geforderten Apanage und einen desfalls am 7ten Jul. 1803 abgeschossenen Vergleich betreffend (Wetzlar 1804). In: Joseph Anton Vahlkampf (Hrsg.): Reichskammergerichtliche Miscellen. Band 1, Heft 3, S. 171–202 (Google Books).
- Beleuchtende Prüfung des Aufsatzes von A. Runge „Etwas über des Elsflether Weserzoll“. Wetzlar 1805.